# Élections municipales de 2026 dans le Pas-de-Calais
Pour un article plus général, voir Élections municipales françaises de 2026.
Les élections municipales dans le Pas-de-Calais sont prévues en mars 2026. Cette page ne traite que les communes de 5 000 habitants et plus dans le Pas-de-Calais.

## Résultats à l'échelle du département

### Maires sortants et maires élus
| Commune                    | Population (en 2022) | Maire sortant(e)           | Parti | Parti  | Maire élu(e) | Parti | Parti |
| -------------------------- | -------------------- | -------------------------- | ----- | ------ | ------------ | ----- | ----- |
| Achicourt                  | 7 899                | Jean-Paul Leblanc          |       | DVG    |              |       |       |
| Aire-sur-la-Lys            | 9 568                | Jean-Claude Dissaux        |       | DVG    |              |       |       |
| Annezin                    | 5 819                | Grégory Debas              |       | DVG    |              |       |       |
| Arques                     | 9 526                | Benoit Roussel             |       | DVG    |              |       |       |
| Arras                      | 42 621               | Frédéric Leturque          |       | LC-LNC |              |       |       |
| Auchel                     | 10 124               | Nicolas Carré              |       | DVD    |              |       |       |
| Audruicq                   | 5 349                | Olivier Planque            |       | LR     |              |       |       |
| Avion                      | 17 571               | Jean Létoquart             |       | PCF    |              |       |       |
| Barlin                     | 7 330                | Julien Dagbert             |       | PS     |              |       |       |
| Beaurains                  | 5 530                | Cédric Dupond              |       | SE     |              |       |       |
| Berck                      | 12 967               | Bruno Cousein              |       | LR     |              |       |       |
| Béthune                    | 25 342               | Olivier Gacquerre          |       | UDI    |              |       |       |
| Beuvry                     | 9 078                | Nadine Lefebvre            |       | PS     |              |       |       |
| Billy-Berclau              | 5 076                | Steve Bossart              |       | DVG    |              |       |       |
| Billy-Montigny             | 8 027                | Bruno Troni                |       | PCF    |              |       |       |
| Boulogne-sur-Mer           | 41 039               | Frédéric Cuvillier         |       | DVG    |              |       |       |
| Brebières                  | 5 210                | Lionel David               |       | DVD    |              |       |       |
| Bruay-la-Buissière         | 21 997               | Ludovic Pajot              |       | RN     |              |       |       |
| Bully-les-Mines            | 12 172               | François Lemaire           |       | PS     |              |       |       |
| Calais                     | 67 585               | Natacha Bouchart           |       | DVD    |              |       |       |
| Calonne-Ricouart           | 5 416                | Ludovic Idziak             |       | PS     |              |       |       |
| Carvin                     | 17 966               | Philippe Kemel             |       | PS     |              |       |       |
| Coulogne                   | 5 403                | Guillaume Lœuilleux        |       | SE     |              |       |       |
| Courcelles-lès-Lens        | 8 015                | Édith Bleuzet-Carlier      |       | DVG    |              |       |       |
| Courrières                 | 10 160               | Christophe Pilch           |       | PS     |              |       |       |
| Cucq                       | 5 165                | Walter Kahn                |       | DVD    |              |       |       |
| Dainville                  | 5 718                | Françoise Rossignol        |       | PS     |              |       |       |
| Divion                     | 6 830                | Jacky Lemoine              |       | DVG    |              |       |       |
| Dourges                    | 6 068                | Tony Franconville          |       | DVC    |              |       |       |
| Douvrin                    | 5 799                | Jean-Michel Dupont         |       | DVG    |              |       |       |
| Étaples                    | 10 693               | Franck Tindiller           |       | DVC    |              |       |       |
| Fouquières-lès-Lens        | 6 134                | Donata Hochart             |       | PS     |              |       |       |
| Grenay                     | 6 674                | Christelle Buissette       |       | PCF    |              |       |       |
| Guînes                     | 5 508                | Éric Buy                   |       | DVG    |              |       |       |
| Harnes                     | 12 264               | Philippe Duquesnoy         |       | PS     |              |       |       |
| Hénin-Beaumont             | 25 764               | Steeve Briois              |       | RN     |              |       |       |
| Hersin-Coupigny            | 6 098                | Jean-Marie Caramiaux       |       | SE     |              |       |       |
| Houdain                    | 6 990                | Isabelle Levent-Ruckebusch |       | PS     |              |       |       |
| Isbergues                  | 8 653                | David Thellier             |       | SE     |              |       |       |
| Laventie                   | 5 007                | Jean-Philippe Boonaert     |       | UDI    |              |       |       |
| Leforest                   | 7 120                | Christian Musial           |       | PS     |              |       |       |
| Lens                       | 32 697               | Sylvain Robert             |       | PS     |              |       |       |
| Lestrem                    | 5 041                | Jacques Hurlus             |       | DVD    |              |       |       |
| Libercourt                 | 8 047                | Daniel Maciejasz           |       | PS     |              |       |       |
| Liévin                     | 30 113               | Laurent Duporge            |       | PS     |              |       |       |
| Lillers                    | 10 200               | Carole Dubois              |       | PCF    |              |       |       |
| Loison-sous-Lens           | 5 202                | Daniel Kruszka             |       | PS     |              |       |       |
| Longuenesse                | 10 559               | Christian Coupez           |       | PS     |              |       |       |
| Loos-en-Gohelle            | 6 850                | Geoffrey Mathon            |       | DVG    |              |       |       |
| Marck                      | 10 468               | Corinne Noël               |       | DVD    |              |       |       |
| Marles-les-Mines           | 5 437                | Karine Deruelle-Toursel    |       | DVG    |              |       |       |
| Marquise                   | 5 169                | Olivier Leroy              |       | DVD    |              |       |       |
| Mazingarbe                 | 8 164                | Laurent Poissant           |       | DVG    |              |       |       |
| Méricourt                  | 11 651               | Bernard Baude              |       | PCF    |              |       |       |
| Montigny-en-Gohelle        | 9 667                | Marcello Della Franca      |       | PS     |              |       |       |
| Nœux-les-Mines             | 11 384               | Serge Marcellak            |       | PS     |              |       |       |
| Noyelles-Godault           | 5 949                | Valérie Biegalski          |       | MoDem  |              |       |       |
| Noyelles-sous-Lens         | 6 757                | Alain Roger                |       | DVG    |              |       |       |
| Oignies                    | 10 260               | Fabienne Dupuis-Merlevede  |       | PS     |              |       |       |
| Outreau                    | 13 398               | Sébastien Chochois         |       | PS     |              |       |       |
| Oye-Plage                  | 5 716                | Olivier Majewicz           |       | DVG    |              |       |       |
| Le Portel                  | 8 824                | Olivier Barbarin           |       | DVG    |              |       |       |
| Rouvroy                    | 8 675                | Valérie Cuvillier          |       | PCF    |              |       |       |
| Sains-en-Gohelle           | 5 972                | Alain Dubreucq             |       | DVG    |              |       |       |
| Saint-Étienne-au-Mont      | 5 051                | Brigitte Passebosc         |       | PCF    |              |       |       |
| Saint-Laurent-Blangy       | 6 492                | Nicolas Desfachelle        |       | DVG    |              |       |       |
| Saint-Martin-Boulogne      | 11 036               | Raphaël Jules              |       | PS     |              |       |       |
| Saint-Martin-lez-Tatinghem | 5 863                | Patrick Tillier            |       | DVG    |              |       |       |
| Saint-Omer                 | 14 358               | François Decoster          |       | MoDem  |              |       |       |
| Sallaumines                | 9 633                | Christian Pedowski         |       | PCF    |              |       |       |
| Vendin-le-Vieil            | 8 596                | Ludovic Gambiez            |       | PS     |              |       |       |
| Wimereux                   | 6 307                | Jean-Luc Dubaële           |       | DVG    |              |       |       |
| Wingles                    | 8 734                | Sébastien Messent          |       | SE     |              |       |       |

### Résultats en nombre de maires
| Partis               | Partis                               | Maires sortants | Maires élus | Évolution |
| -------------------- | ------------------------------------ | --------------- | ----------- | --------- |
|                      | Parti socialiste                     | 22              |             |           |
|                      | Divers gauche                        | 20              |             |           |
|                      | Parti communiste français            | 8               |             |           |
| Total gauche         | Total gauche                         | 50              |             |           |
|                      | Divers droite                        | 7               |             |           |
|                      | Les Républicains                     | 2               |             |           |
| Total droite         | Total droite                         | 9               |             |           |
|                      | Divers centre                        | 2               |             |           |
|                      | Mouvement démocrate                  | 2               |             |           |
|                      | Union des démocrates et indépendants | 2               |             |           |
|                      | Les Centristes - Le Nouveau Centre   | 1               |             |           |
| Total centre         | Total centre                         | 7               |             |           |
|                      | Rassemblement national               | 2               |             |           |
| Total extrême droite | Total extrême droite                 | 2               |             |           |
|                      | Sans étiquette                       | 5               |             |           |
| Total                | Total                                | 73              | 73          | -         |

## Résultats dans les communes de plus de 5 000 habitants

### Achicourt
- Maire sortant : Jean-Paul Leblanc (DVG)
- 29 sièges à pourvoir au conseil municipal (population légale 2022 : 7 899 habitants)
- 5 sièges à pourvoir au conseil communautaire (CU d'Arras)

| Tête de liste | Tête de liste | Parti(s) | Nuance | Premier tour | Premier tour | Second tour | Second tour | Sièges | Sièges |
| Tête de liste | Tête de liste | Parti(s) | Nuance | Voix         | %            | Voix        | %           | CM     | CC     |
| ------------- | ------------- | -------- | ------ | ------------ | ------------ | ----------- | ----------- | ------ | ------ |

### Aire-sur-la-Lys
- Maire sortant : Jean-Claude Dissaux (DVG)
- 29 sièges à pourvoir au conseil municipal (population légale 2022 : 9 568 habitants)
- 8 sièges à pourvoir au conseil communautaire (CA du Pays de Saint-Omer)

| Tête de liste | Tête de liste | Parti(s) | Nuance | Premier tour | Premier tour | Second tour | Second tour | Sièges | Sièges |
| Tête de liste | Tête de liste | Parti(s) | Nuance | Voix         | %            | Voix        | %           | CM     | CC     |
| ------------- | ------------- | -------- | ------ | ------------ | ------------ | ----------- | ----------- | ------ | ------ |

### Annezin
- Maire sortant : Grégory Debas (DVG)
- 29 sièges à pourvoir au conseil municipal (population légale 2022 : 5 819 habitants)
- 2 sièges à pourvoir au conseil communautaire (CA de Béthune-Bruay, Artois-Lys-Romane)

| Tête de liste | Tête de liste | Parti(s) | Nuance | Premier tour | Premier tour | Second tour | Second tour | Sièges | Sièges |
| Tête de liste | Tête de liste | Parti(s) | Nuance | Voix         | %            | Voix        | %           | CM     | CC     |
| ------------- | ------------- | -------- | ------ | ------------ | ------------ | ----------- | ----------- | ------ | ------ |

### Arques
- Maire sortant : Benoit Roussel (DVG)
- 29 sièges à pourvoir au conseil municipal (population légale 2022 : 9 526 habitants)
- 8 sièges à pourvoir au conseil communautaire (CA du Pays de Saint-Omer)

| Tête de liste | Tête de liste | Parti(s) | Nuance | Premier tour | Premier tour | Second tour | Second tour | Sièges | Sièges |
| Tête de liste | Tête de liste | Parti(s) | Nuance | Voix         | %            | Voix        | %           | CM     | CC     |
| ------------- | ------------- | -------- | ------ | ------------ | ------------ | ----------- | ----------- | ------ | ------ |

### Arras
- Maire sortant : Frédéric Leturque (LC-LNC)
- 43 sièges à pourvoir au conseil municipal (population légale 2022 : 42 621 habitants)
- 30 sièges à pourvoir au conseil communautaire (CU d'Arras)

| Tête de liste | Tête de liste | Parti(s) | Nuance | Premier tour | Premier tour | Second tour | Second tour | Sièges | Sièges |
| Tête de liste | Tête de liste | Parti(s) | Nuance | Voix         | %            | Voix        | %           | CM     | CC     |
| ------------- | ------------- | -------- | ------ | ------------ | ------------ | ----------- | ----------- | ------ | ------ |

### Auchel
- Maire sortant : Nicolas Carré (DVD)
- 33 sièges à pourvoir au conseil municipal (population légale 2022 : 10 124 habitants)
- 4 sièges à pourvoir au conseil communautaire (CA de Béthune-Bruay, Artois-Lys-Romane)

| Tête de liste | Tête de liste | Parti(s) | Nuance | Premier tour | Premier tour | Second tour | Second tour | Sièges | Sièges |
| Tête de liste | Tête de liste | Parti(s) | Nuance | Voix         | %            | Voix        | %           | CM     | CC     |
| ------------- | ------------- | -------- | ------ | ------------ | ------------ | ----------- | ----------- | ------ | ------ |

### Audruicq
- Maire sortant : Olivier Planque (LR)
- 29 sièges à pourvoir au conseil municipal (population légale 2022 : 5 349 habitants)
- 6 sièges à pourvoir au conseil communautaire (CC de la Région d'Audruicq)

| Tête de liste | Tête de liste | Parti(s) | Nuance | Premier tour | Premier tour | Second tour | Second tour | Sièges | Sièges |
| Tête de liste | Tête de liste | Parti(s) | Nuance | Voix         | %            | Voix        | %           | CM     | CC     |
| ------------- | ------------- | -------- | ------ | ------------ | ------------ | ----------- | ----------- | ------ | ------ |

### Avion
- Maire sortant : Jean Létoquart (PCF)
- 33 sièges à pourvoir au conseil municipal (population légale 2022 : 17 571 habitants)
- 6 sièges à pourvoir au conseil communautaire (CA de Lens-Liévin)

| Tête de liste | Tête de liste | Parti(s) | Nuance | Premier tour | Premier tour | Second tour | Second tour | Sièges | Sièges |
| Tête de liste | Tête de liste | Parti(s) | Nuance | Voix         | %            | Voix        | %           | CM     | CC     |
| ------------- | ------------- | -------- | ------ | ------------ | ------------ | ----------- | ----------- | ------ | ------ |

### Barlin
- Maire sortant : Julien Dagbert (PS)
- 29 sièges à pourvoir au conseil municipal (population légale 2022 : 7 330 habitants)
- 3 sièges à pourvoir au conseil communautaire (CA de béthune-Bruay, Artois-Lys Romane)

| Tête de liste | Tête de liste | Parti(s) | Nuance | Premier tour | Premier tour | Second tour | Second tour | Sièges | Sièges |
| Tête de liste | Tête de liste | Parti(s) | Nuance | Voix         | %            | Voix        | %           | CM     | CC     |
| ------------- | ------------- | -------- | ------ | ------------ | ------------ | ----------- | ----------- | ------ | ------ |

### Beaurains
- Maire sortant : Cédric Dupond (SE)
- 29 sièges à pourvoir au conseil municipal (population légale 2022 : 5 530 habitants)
- 4 sièges à pourvoir au conseil communautaire (CU d'Arras)

| Tête de liste | Tête de liste | Parti(s) | Nuance | Premier tour | Premier tour | Second tour | Second tour | Sièges | Sièges |
| Tête de liste | Tête de liste | Parti(s) | Nuance | Voix         | %            | Voix        | %           | CM     | CC     |
| ------------- | ------------- | -------- | ------ | ------------ | ------------ | ----------- | ----------- | ------ | ------ |

### Berck
- Maire sortant : Bruno Cousein (LR)
- 33 sièges à pourvoir au conseil municipal (population légale 2022 : 12 967 habitants)
- 14 sièges à pourvoir au conseil communautaire (CA des Deux Baies en Montreuillois)

| Tête de liste | Tête de liste | Parti(s) | Nuance | Premier tour | Premier tour | Second tour | Second tour | Sièges | Sièges |
| Tête de liste | Tête de liste | Parti(s) | Nuance | Voix         | %            | Voix        | %           | CM     | CC     |
| ------------- | ------------- | -------- | ------ | ------------ | ------------ | ----------- | ----------- | ------ | ------ |

### Béthune
- Maire sortant : Olivier Gacquerre (UDI)
- 35 sièges à pourvoir au conseil municipal (population légale 2022 : 25 342 habitants)
- 12 sièges à pourvoir au conseil communautaire (CA de Béthune-Bruay, Artois-Lys Romane)

| Tête de liste | Tête de liste | Parti(s) | Nuance | Premier tour | Premier tour | Second tour | Second tour | Sièges | Sièges |
| Tête de liste | Tête de liste | Parti(s) | Nuance | Voix         | %            | Voix        | %           | CM     | CC     |
| ------------- | ------------- | -------- | ------ | ------------ | ------------ | ----------- | ----------- | ------ | ------ |

### Beuvry
- Maire sortante : Nadine Lefebvre (PS)
- 29 sièges à pourvoir au conseil municipal (population légale 2022 : 9 078 habitants)
- 4 sièges à pourvoir au conseil communautaire (CA de Béthune-Bruay, Artois-Lys Romane)

| Tête de liste | Tête de liste | Parti(s) | Nuance | Premier tour | Premier tour | Second tour | Second tour | Sièges | Sièges |
| Tête de liste | Tête de liste | Parti(s) | Nuance | Voix         | %            | Voix        | %           | CM     | CC     |
| ------------- | ------------- | -------- | ------ | ------------ | ------------ | ----------- | ----------- | ------ | ------ |

### Billy-Berclau
- Maire sortant : Steve Bossart (DVG)
- 29 sièges à pourvoir au conseil municipal (population légale 2022 : 5 076 habitants)
- 2 sièges à pourvoir au conseil communautaire (CA de Béthune-Bruay, Artois-Lys Romane)

| Tête de liste | Tête de liste | Parti(s) | Nuance | Premier tour | Premier tour | Second tour | Second tour | Sièges | Sièges |
| Tête de liste | Tête de liste | Parti(s) | Nuance | Voix         | %            | Voix        | %           | CM     | CC     |
| ------------- | ------------- | -------- | ------ | ------------ | ------------ | ----------- | ----------- | ------ | ------ |

### Billy-Montigny
- Maire sortant : Bruno Troni (PCF)
- 29 sièges à pourvoir au conseil municipal (population légale 2022 : 8 027 habitants)
- 3 sièges à pourvoir au conseil communautaire (CA de Lens-Liévin)

| Tête de liste | Tête de liste | Parti(s) | Nuance | Premier tour | Premier tour | Second tour | Second tour | Sièges | Sièges |
| Tête de liste | Tête de liste | Parti(s) | Nuance | Voix         | %            | Voix        | %           | CM     | CC     |
| ------------- | ------------- | -------- | ------ | ------------ | ------------ | ----------- | ----------- | ------ | ------ |

### Boulogne-sur-Mer
- Maire sortant : Frédéric Cuvillier (DVG)
- 43 sièges à pourvoir au conseil municipal (population légale 2022 : 41 039 habitants)
- 14 sièges à pourvoir au conseil communautaire (CA du Boulonnais)

| Tête de liste | Tête de liste | Parti(s) | Nuance | Premier tour | Premier tour | Second tour | Second tour | Sièges | Sièges |
| Tête de liste | Tête de liste | Parti(s) | Nuance | Voix         | %            | Voix        | %           | CM     | CC     |
| ------------- | ------------- | -------- | ------ | ------------ | ------------ | ----------- | ----------- | ------ | ------ |

### Brebières
- Maire sortant : Lionel David (DVD)
- 29 sièges à pourvoir au conseil municipal (population légale 2022 : 5 210 habitants)
- 7 sièges à pourvoir au conseil communautaire (CC Osartis Marquion)

| Tête de liste | Tête de liste | Parti(s) | Nuance | Premier tour | Premier tour | Second tour | Second tour | Sièges | Sièges |
| Tête de liste | Tête de liste | Parti(s) | Nuance | Voix         | %            | Voix        | %           | CM     | CC     |
| ------------- | ------------- | -------- | ------ | ------------ | ------------ | ----------- | ----------- | ------ | ------ |

### Bruay-la-Buissière
- Maire sortant : Ludovic Pajot (RN)
- 35 sièges à pourvoir au conseil municipal (population légale 2022 : 21 997 habitants)
- 10 sièges à pourvoir au conseil communautaire (CA de Béthune-Bruay, Artois-Lys Romane)

| Tête de liste | Tête de liste | Parti(s) | Nuance | Premier tour | Premier tour | Second tour | Second tour | Sièges | Sièges |
| Tête de liste | Tête de liste | Parti(s) | Nuance | Voix         | %            | Voix        | %           | CM     | CC     |
| ------------- | ------------- | -------- | ------ | ------------ | ------------ | ----------- | ----------- | ------ | ------ |

### Bully-les-Mines
- Maire sortant : François Lemaire (PS)
- 33 sièges à pourvoir au conseil municipal (population légale 2022 : 12 172 habitants)
- 4 sièges à pourvoir au conseil communautaire (CA de Lens-Liévin)

| Tête de liste | Tête de liste | Parti(s) | Nuance | Premier tour | Premier tour | Second tour | Second tour | Sièges | Sièges |
| Tête de liste | Tête de liste | Parti(s) | Nuance | Voix         | %            | Voix        | %           | CM     | CC     |
| ------------- | ------------- | -------- | ------ | ------------ | ------------ | ----------- | ----------- | ------ | ------ |

### Calais
- Maire sortante : Natacha Bouchart (DVD)
- 49 sièges à pourvoir au conseil municipal (population légale 2022 : 67 585 habitants)
- 28 sièges à pourvoir au conseil communautaire (CA Grand Calais Terres et Mers)

| Tête de liste            | Tête de liste     | Parti(s) | Nuance | Premier tour | Premier tour | Second tour | Second tour | Sièges | Sièges |
| Tête de liste            | Tête de liste     | Parti(s) | Nuance | Voix         | %            | Voix        | %           | CM     | CC     |
| ------------------------ | ----------------- | -------- | ------ | ------------ | ------------ | ----------- | ----------- | ------ | ------ |
|                          | Natacha Bouchart, | DVD      |        |              |              |             |             |        |        |
|                          | Marc de Fleurian  | RN       |        |              |              |             |             |        |        |
|                          |                   |          |        |              |              |             |             |        |        |
| Exprimés                 |                   |          |        |              |              |             |             |        |        |
| Votes blancs             |                   |          |        |              |              |             |             |        |        |
| Votes nuls               |                   |          |        |              |              |             |             |        |        |
| Total                    | Total             | Total    | Total  |              | 100          |             | 100         | 49     | 28     |
| Absentions               |                   |          |        |              |              |             |             |        |        |
| Inscrits / participation |                   |          |        |              |              |             |             |        |        |

### Calonne-Ricouart
- Maire sortant : Ludovic Idziak (PS)
- 29 sièges à pourvoir au conseil municipal (population légale 2022 : 5 416 habitants)
- 2 sièges à pourvoir au conseil communautaire (CA de Béthune-Bruay, Artois-Lys Romane)

| Tête de liste | Tête de liste | Parti(s) | Nuance | Premier tour | Premier tour | Second tour | Second tour | Sièges | Sièges |
| Tête de liste | Tête de liste | Parti(s) | Nuance | Voix         | %            | Voix        | %           | CM     | CC     |
| ------------- | ------------- | -------- | ------ | ------------ | ------------ | ----------- | ----------- | ------ | ------ |

### Carvin
- Maire sortant : Philippe Kemel (PS)
- 33 sièges à pourvoir au conseil municipal (population légale 2022 : 17 966 habitants)
- 8 sièges à pourvoir au conseil communautaire (CA Hénin-Carvin)

| Tête de liste | Tête de liste | Parti(s) | Nuance | Premier tour | Premier tour | Second tour | Second tour | Sièges | Sièges |
| Tête de liste | Tête de liste | Parti(s) | Nuance | Voix         | %            | Voix        | %           | CM     | CC     |
| ------------- | ------------- | -------- | ------ | ------------ | ------------ | ----------- | ----------- | ------ | ------ |

### Coulogne
- Maire sortant : Guillaume Lœuilleux (SE)
- 29 sièges à pourvoir au conseil municipal (population légale 2022 : 5 403 habitants)
- 4 sièges à pourvoir au conseil communautaire (CA Grand Calais Terres et Mers)

| Tête de liste | Tête de liste | Parti(s) | Nuance | Premier tour | Premier tour | Second tour | Second tour | Sièges | Sièges |
| Tête de liste | Tête de liste | Parti(s) | Nuance | Voix         | %            | Voix        | %           | CM     | CC     |
| ------------- | ------------- | -------- | ------ | ------------ | ------------ | ----------- | ----------- | ------ | ------ |

### Courcelles-lès-Lens
- Maire sortante : Édith Bleuzet-Carlier (DVG)
- 29 sièges à pourvoir au conseil municipal (population légale 2022 : 8 015 habitants)
- 4 sièges à pourvoir au conseil communautaire (CA Hénin-Carvin)

| Tête de liste | Tête de liste | Parti(s) | Nuance | Premier tour | Premier tour | Second tour | Second tour | Sièges | Sièges |
| Tête de liste | Tête de liste | Parti(s) | Nuance | Voix         | %            | Voix        | %           | CM     | CC     |
| ------------- | ------------- | -------- | ------ | ------------ | ------------ | ----------- | ----------- | ------ | ------ |

### Courrières
- Maire sortant : Christophe Pilch (PS)
- 33 sièges à pourvoir au conseil municipal (population légale 2022 : 10 160 habitants)
- 5 sièges à pourvoir au conseil communautaire (CA Hénin-Carvin)

| Tête de liste            | Tête de liste  | Parti(s) | Nuance | Premier tour | Premier tour | Second tour | Second tour | Sièges | Sièges |
| Tête de liste            | Tête de liste  | Parti(s) | Nuance | Voix         | %            | Voix        | %           | CM     | CC     |
| ------------------------ | -------------- | -------- | ------ | ------------ | ------------ | ----------- | ----------- | ------ | ------ |
|                          | Nathalie Barré | RN       |        |              |              |             |             |        |        |
|                          |                |          |        |              |              |             |             |        |        |
| Exprimés                 |                |          |        |              |              |             |             |        |        |
| Votes blancs             |                |          |        |              |              |             |             |        |        |
| Votes nuls               |                |          |        |              |              |             |             |        |        |
| Total                    | Total          | Total    | Total  |              | 100          |             | 100         | 33     | 5      |
| Absentions               |                |          |        |              |              |             |             |        |        |
| Inscrits / participation |                |          |        |              |              |             |             |        |        |

### Cucq
- Maire sortant : Walter Kahn (DVD)
- 29 sièges à pourvoir au conseil municipal (population légale 2022 : 5 165 habitants)
- 4 sièges à pourvoir au conseil communautaire (CA des Deux Baies Montreuillois)

| Tête de liste | Tête de liste | Parti(s) | Nuance | Premier tour | Premier tour | Second tour | Second tour | Sièges | Sièges |
| Tête de liste | Tête de liste | Parti(s) | Nuance | Voix         | %            | Voix        | %           | CM     | CC     |
| ------------- | ------------- | -------- | ------ | ------------ | ------------ | ----------- | ----------- | ------ | ------ |

### Dainville
- Maire sortante : Françoise Rossignol (PS)
- 29 sièges à pourvoir au conseil municipal (population légale 2022 : 5 718 habitants)
- 4 sièges à pourvoir au conseil communautaire (CU d'Arras)

| Tête de liste | Tête de liste | Parti(s) | Nuance | Premier tour | Premier tour | Second tour | Second tour | Sièges | Sièges |
| Tête de liste | Tête de liste | Parti(s) | Nuance | Voix         | %            | Voix        | %           | CM     | CC     |
| ------------- | ------------- | -------- | ------ | ------------ | ------------ | ----------- | ----------- | ------ | ------ |

### Divion
- Maire sortant : Jacky Lemoine (DVG)
- 29 sièges à pourvoir au conseil municipal (population légale 2022 : 6 830 habitants)
- 3 sièges à pourvoir au conseil communautaire (CA de Béthune-Bruay, Artois-Lys Romane)

| Tête de liste | Tête de liste | Parti(s) | Nuance | Premier tour | Premier tour | Second tour | Second tour | Sièges | Sièges |
| Tête de liste | Tête de liste | Parti(s) | Nuance | Voix         | %            | Voix        | %           | CM     | CC     |
| ------------- | ------------- | -------- | ------ | ------------ | ------------ | ----------- | ----------- | ------ | ------ |

### Dourges
- Maire sortant : Tony Franconville (DVC)
- 29 sièges à pourvoir au conseil municipal (population légale 2022 : 6 068 habitants)
- 3 sièges à pourvoir au conseil communautaire (CA Hénin-Carvin)

| Tête de liste | Tête de liste | Parti(s) | Nuance | Premier tour | Premier tour | Second tour | Second tour | Sièges | Sièges |
| Tête de liste | Tête de liste | Parti(s) | Nuance | Voix         | %            | Voix        | %           | CM     | CC     |
| ------------- | ------------- | -------- | ------ | ------------ | ------------ | ----------- | ----------- | ------ | ------ |

### Douvrin
- Maire sortant : Jean-Michel Dupont (DVG)
- 29 sièges à pourvoir au conseil municipal (population légale 2022 : 5 799 habitants)
- 2 sièges à pourvoir au conseil communautaire (CA de Béthune-Bruay, Artois-Lys Romane)

| Tête de liste | Tête de liste | Parti(s) | Nuance | Premier tour | Premier tour | Second tour | Second tour | Sièges | Sièges |
| Tête de liste | Tête de liste | Parti(s) | Nuance | Voix         | %            | Voix        | %           | CM     | CC     |
| ------------- | ------------- | -------- | ------ | ------------ | ------------ | ----------- | ----------- | ------ | ------ |

### Étaples
- Maire sortant : Franck Tindiller (DVC)
- 33 sièges à pourvoir au conseil municipal (population légale 2022 : 10 693 habitants)
- 10 sièges à pourvoir au conseil communautaire (CA des Deux Baies en Montreuillois)

| Tête de liste | Tête de liste | Parti(s) | Nuance | Premier tour | Premier tour | Second tour | Second tour | Sièges | Sièges |
| Tête de liste | Tête de liste | Parti(s) | Nuance | Voix         | %            | Voix        | %           | CM     | CC     |
| ------------- | ------------- | -------- | ------ | ------------ | ------------ | ----------- | ----------- | ------ | ------ |

### Fouquières-lès-Lens
- Maire sortante : Donata Hochart (PS)
- 29 sièges à pourvoir au conseil municipal (population légale 2022 : 6 134 habitants)
- 2 sièges à pourvoir au conseil communautaire (CA de Lens-Liévin)

| Tête de liste | Tête de liste | Parti(s) | Nuance | Premier tour | Premier tour | Second tour | Second tour | Sièges | Sièges |
| Tête de liste | Tête de liste | Parti(s) | Nuance | Voix         | %            | Voix        | %           | CM     | CC     |
| ------------- | ------------- | -------- | ------ | ------------ | ------------ | ----------- | ----------- | ------ | ------ |

### Grenay
- Maire sortante : Christelle Buissette (PCF)
- 29 sièges à pourvoir au conseil municipal (population légale 2022 : 6 674 habitants)
- 3 sièges à pourvoir au conseil communautaire (CA de Lens-Livéin)

| Tête de liste | Tête de liste | Parti(s) | Nuance | Premier tour | Premier tour | Second tour | Second tour | Sièges | Sièges |
| Tête de liste | Tête de liste | Parti(s) | Nuance | Voix         | %            | Voix        | %           | CM     | CC     |
| ------------- | ------------- | -------- | ------ | ------------ | ------------ | ----------- | ----------- | ------ | ------ |

### Guînes
- Maire sortant : Éric Buy (DVG)
- 29 sièges à pourvoir au conseil municipal (population légale 2022 : 5 508 habitants)
- 10 sièges à pourvoir au conseil communautaire (CC Pays d'Opale)

| Tête de liste | Tête de liste | Parti(s) | Nuance | Premier tour | Premier tour | Second tour | Second tour | Sièges | Sièges |
| Tête de liste | Tête de liste | Parti(s) | Nuance | Voix         | %            | Voix        | %           | CM     | CC     |
| ------------- | ------------- | -------- | ------ | ------------ | ------------ | ----------- | ----------- | ------ | ------ |

### Harnes
- Maire sortant : Philippe Duquesnoy (PS)
- 33 sièges à pourvoir au conseil municipal (population légale 2022 : 12 264 habitants)
- 4 sièges à pourvoir au conseil communautaire (CA de Lens-Liévin)

| Tête de liste | Tête de liste | Parti(s) | Nuance | Premier tour | Premier tour | Second tour | Second tour | Sièges | Sièges |
| Tête de liste | Tête de liste | Parti(s) | Nuance | Voix         | %            | Voix        | %           | CM     | CC     |
| ------------- | ------------- | -------- | ------ | ------------ | ------------ | ----------- | ----------- | ------ | ------ |

### Hénin-Beaumont
- Maire sortant : Steeve Briois (RN)
- 33 sièges à pourvoir au conseil municipal (population légale 2022 : 25 764 habitants)
- 12 sièges à pourvoir au conseil communautaire (CA Hénin-Carvin)

| Tête de liste | Tête de liste | Parti(s) | Nuance | Premier tour | Premier tour | Second tour | Second tour | Sièges | Sièges |
| Tête de liste | Tête de liste | Parti(s) | Nuance | Voix         | %            | Voix        | %           | CM     | CC     |
| ------------- | ------------- | -------- | ------ | ------------ | ------------ | ----------- | ----------- | ------ | ------ |

### Hersin-Coupigny
- Maire sortant : Jean-Marie Caramiaux (SE)
- 29 sièges à pourvoir au conseil municipal (population légale 2022 : 6 098 habitants)
- 2 sièges à pourvoir au conseil communautaire (CA de Béthune-Bruay, Artois-Lys Romane)

| Tête de liste | Tête de liste | Parti(s) | Nuance | Premier tour | Premier tour | Second tour | Second tour | Sièges | Sièges |
| Tête de liste | Tête de liste | Parti(s) | Nuance | Voix         | %            | Voix        | %           | CM     | CC     |
| ------------- | ------------- | -------- | ------ | ------------ | ------------ | ----------- | ----------- | ------ | ------ |

### Houdain
- Maire sortante : Isabelle Levent-Ruckebusch (PS)
- 29 sièges à pourvoir au conseil municipal (population légale 2022 : 6 990 habitants)
- 3 sièges à pourvoir au conseil communautaire (CA de Béthune-Bruay, Artois-Lys Romane)

| Tête de liste | Tête de liste | Parti(s) | Nuance | Premier tour | Premier tour | Second tour | Second tour | Sièges | Sièges |
| Tête de liste | Tête de liste | Parti(s) | Nuance | Voix         | %            | Voix        | %           | CM     | CC     |
| ------------- | ------------- | -------- | ------ | ------------ | ------------ | ----------- | ----------- | ------ | ------ |

### Isbergues
- Maire sortant : David Thellier (SE)
- 29 sièges à pourvoir au conseil municipal (population légale 2022 : 8 653 habitants)
- 4 sièges à pourvoir au conseil communautaire (CA de Béthune-Bruay, Artois-Lys Romane)

| Tête de liste | Tête de liste | Parti(s) | Nuance | Premier tour | Premier tour | Second tour | Second tour | Sièges | Sièges |
| Tête de liste | Tête de liste | Parti(s) | Nuance | Voix         | %            | Voix        | %           | CM     | CC     |
| ------------- | ------------- | -------- | ------ | ------------ | ------------ | ----------- | ----------- | ------ | ------ |

### Laventie
- Maire sortant : Jean-Philippe Boonaert (UDI)
- 29 sièges à pourvoir au conseil municipal (population légale 2022 : 5 007 habitants)
- 5 sièges à pourvoir au conseil communautaire (CC Flandre Lys)

| Tête de liste | Tête de liste | Parti(s) | Nuance | Premier tour | Premier tour | Second tour | Second tour | Sièges | Sièges |
| Tête de liste | Tête de liste | Parti(s) | Nuance | Voix         | %            | Voix        | %           | CM     | CC     |
| ------------- | ------------- | -------- | ------ | ------------ | ------------ | ----------- | ----------- | ------ | ------ |

### Leforest
- Maire sortant : Christian Musial (PS)
- 29 sièges à pourvoir au conseil municipal (population légale 2022 : 7 120 habitants)
- 3 sièges à pourvoir au conseil communautaire (CA Hénin-Carvin)

| Tête de liste | Tête de liste | Parti(s) | Nuance | Premier tour | Premier tour | Second tour | Second tour | Sièges | Sièges |
| Tête de liste | Tête de liste | Parti(s) | Nuance | Voix         | %            | Voix        | %           | CM     | CC     |
| ------------- | ------------- | -------- | ------ | ------------ | ------------ | ----------- | ----------- | ------ | ------ |

### Lens
- Maire sortant : Sylvain Robert (PS)
- 39 sièges à pourvoir au conseil municipal (population légale 2022 : 32 697 habitants)
- 10 sièges à pourvoir au conseil communautaire (CA de Lens-Liévin)

| Tête de liste | Tête de liste | Parti(s) | Nuance | Premier tour | Premier tour | Second tour | Second tour | Sièges | Sièges |
| Tête de liste | Tête de liste | Parti(s) | Nuance | Voix         | %            | Voix        | %           | CM     | CC     |
| ------------- | ------------- | -------- | ------ | ------------ | ------------ | ----------- | ----------- | ------ | ------ |

### Lestrem
- Maire sortant : Jacques Hurlus (DVD)
- 29 sièges à pourvoir au conseil municipal (population légale 2022 : 5 041 habitants)
- 5 sièges à pourvoir au conseil communautaire (CC Flandre Lys)

| Tête de liste | Tête de liste | Parti(s) | Nuance | Premier tour | Premier tour | Second tour | Second tour | Sièges | Sièges |
| Tête de liste | Tête de liste | Parti(s) | Nuance | Voix         | %            | Voix        | %           | CM     | CC     |
| ------------- | ------------- | -------- | ------ | ------------ | ------------ | ----------- | ----------- | ------ | ------ |

### Libercourt
- Maire sortant : Daniel Maciejasz (PS)
- 29 sièges à pourvoir au conseil municipal (population légale 2022 : 8 047 habitants)
- 4 sièges à pourvoir au conseil communautaire (CA Hénin-Carvin)

| Tête de liste | Tête de liste | Parti(s) | Nuance | Premier tour | Premier tour | Second tour | Second tour | Sièges | Sièges |
| Tête de liste | Tête de liste | Parti(s) | Nuance | Voix         | %            | Voix        | %           | CM     | CC     |
| ------------- | ------------- | -------- | ------ | ------------ | ------------ | ----------- | ----------- | ------ | ------ |

### Liévin
- Maire sortant : Laurent Duporge (PS)
- 39 sièges à pourvoir au conseil municipal (population légale 2022 : 30 113 habitants)
- 10 sièges à pourvoir au conseil communautaire (CA de Lens-Liévin)

| Tête de liste | Tête de liste | Parti(s) | Nuance | Premier tour | Premier tour | Second tour | Second tour | Sièges | Sièges |
| Tête de liste | Tête de liste | Parti(s) | Nuance | Voix         | %            | Voix        | %           | CM     | CC     |
| ------------- | ------------- | -------- | ------ | ------------ | ------------ | ----------- | ----------- | ------ | ------ |

### Lillers
- Maire sortante : Carole Dubois (PCF)
- 33 sièges à pourvoir au conseil municipal (population légale 2022 : 10 200 habitants)
- 4 sièges à pourvoir au conseil communautaire (CA de Béthune-Bruay, Artois-Lys romane)

| Tête de liste | Tête de liste | Parti(s) | Nuance | Premier tour | Premier tour | Second tour | Second tour | Sièges | Sièges |
| Tête de liste | Tête de liste | Parti(s) | Nuance | Voix         | %            | Voix        | %           | CM     | CC     |
| ------------- | ------------- | -------- | ------ | ------------ | ------------ | ----------- | ----------- | ------ | ------ |

### Loison-sous-Lens
- Maire sortant : Daniel Kruszka (PS)
- 29 sièges à pourvoir au conseil municipal (population légale 2022 : 5 202 habitants)
- 2 sièges à pourvoir au conseil communautaire (CA de Lens-Liévin)

| Tête de liste | Tête de liste | Parti(s) | Nuance | Premier tour | Premier tour | Second tour | Second tour | Sièges | Sièges |
| Tête de liste | Tête de liste | Parti(s) | Nuance | Voix         | %            | Voix        | %           | CM     | CC     |
| ------------- | ------------- | -------- | ------ | ------------ | ------------ | ----------- | ----------- | ------ | ------ |

### Longuenesse
- Maire sortant : Christian Coupez (PS)
- 33 sièges à pourvoir au conseil municipal (population légale 2022 : 10 559 habitants)
- 9 sièges à pourvoir au conseil communautaire (CA du Pays de Saint-Omer)

| Tête de liste | Tête de liste | Parti(s) | Nuance | Premier tour | Premier tour | Second tour | Second tour | Sièges | Sièges |
| Tête de liste | Tête de liste | Parti(s) | Nuance | Voix         | %            | Voix        | %           | CM     | CC     |
| ------------- | ------------- | -------- | ------ | ------------ | ------------ | ----------- | ----------- | ------ | ------ |

### Loos-en-Gohelle
- Maire sortant : Geoffrey Mathon (DVG)
- 29 sièges à pourvoir au conseil municipal (population légale 2022 : 6 850 habitants)
- 2 sièges à pourvoir au conseil communautaire (CA de Lens-Liévin)

| Tête de liste | Tête de liste | Parti(s) | Nuance | Premier tour | Premier tour | Second tour | Second tour | Sièges | Sièges |
| Tête de liste | Tête de liste | Parti(s) | Nuance | Voix         | %            | Voix        | %           | CM     | CC     |
| ------------- | ------------- | -------- | ------ | ------------ | ------------ | ----------- | ----------- | ------ | ------ |

### Marck
- Maire sortante : Corinne Noël (DVD)
- 33 sièges à pourvoir au conseil municipal (population légale 2022 : 10 468 habitants)
- 10 sièges à pourvoir au conseil communautaire (CA Grand Calais Terre et Mers)

| Tête de liste | Tête de liste | Parti(s) | Nuance | Premier tour | Premier tour | Second tour | Second tour | Sièges | Sièges |
| Tête de liste | Tête de liste | Parti(s) | Nuance | Voix         | %            | Voix        | %           | CM     | CC     |
| ------------- | ------------- | -------- | ------ | ------------ | ------------ | ----------- | ----------- | ------ | ------ |

### Marles-les-Mines
- Maire sortante : Karine Deruelle-Toursel (DVG)
- 29 sièges à pourvoir au conseil municipal (population légale 2022 : 5 437 habitants)
- 2 sièges à pourvoir au conseil communautaire (CA de Béthune-Bruay, Artois-Lys Romane)

| Tête de liste | Tête de liste | Parti(s) | Nuance | Premier tour | Premier tour | Second tour | Second tour | Sièges | Sièges |
| Tête de liste | Tête de liste | Parti(s) | Nuance | Voix         | %            | Voix        | %           | CM     | CC     |
| ------------- | ------------- | -------- | ------ | ------------ | ------------ | ----------- | ----------- | ------ | ------ |

### Marquise
- Maire sortant : Olivier Leroy (DVD)
- 29 sièges à pourvoir au conseil municipal (population légale 2022 : 5 169 habitants)
- 9 sièges à pourvoir au conseil communautaire (CC de la Terre des Deux Caps)

| Tête de liste | Tête de liste | Parti(s) | Nuance | Premier tour | Premier tour | Second tour | Second tour | Sièges | Sièges |
| Tête de liste | Tête de liste | Parti(s) | Nuance | Voix         | %            | Voix        | %           | CM     | CC     |
| ------------- | ------------- | -------- | ------ | ------------ | ------------ | ----------- | ----------- | ------ | ------ |

### Mazingarbe
- Maire sortant : Laurent Poissant (DVG)
- 29 sièges à pourvoir au conseil municipal (population légale 2022 : 8 164 habitants)
- 3 sièges à pourvoir au conseil communautaire (CA de Lens-Liévin)

| Tête de liste | Tête de liste | Parti(s) | Nuance | Premier tour | Premier tour | Second tour | Second tour | Sièges | Sièges |
| Tête de liste | Tête de liste | Parti(s) | Nuance | Voix         | %            | Voix        | %           | CM     | CC     |
| ------------- | ------------- | -------- | ------ | ------------ | ------------ | ----------- | ----------- | ------ | ------ |

### Méricourt
- Maire sortant : Bernard Baude (PCF)
- 33 sièges à pourvoir au conseil municipal (population légale 2022 : 11 651 habitants)
- 4 sièges à pourvoir au conseil communautaire (CA de Lens-Liévin)

| Tête de liste | Tête de liste | Parti(s) | Nuance | Premier tour | Premier tour | Second tour | Second tour | Sièges | Sièges |
| Tête de liste | Tête de liste | Parti(s) | Nuance | Voix         | %            | Voix        | %           | CM     | CC     |
| ------------- | ------------- | -------- | ------ | ------------ | ------------ | ----------- | ----------- | ------ | ------ |

### Montigny-en-Gohelle
- Maire sortant : Marcello Della Franca (PS)
- 29 sièges à pourvoir au conseil municipal (population légale 2022 : 9 667 habitants)
- 5 sièges à pourvoir au conseil communautaire (CA Hénin-Carvin)

| Tête de liste            | Tête de liste | Parti(s) | Nuance | Premier tour | Premier tour | Second tour | Second tour | Sièges | Sièges |
| Tête de liste            | Tête de liste | Parti(s) | Nuance | Voix         | %            | Voix        | %           | CM     | CC     |
| ------------------------ | ------------- | -------- | ------ | ------------ | ------------ | ----------- | ----------- | ------ | ------ |
|                          | Odile Casier  | RN       |        |              |              |             |             |        |        |
|                          |               |          |        |              |              |             |             |        |        |
| Exprimés                 |               |          |        |              |              |             |             |        |        |
| Votes blancs             |               |          |        |              |              |             |             |        |        |
| Votes nuls               |               |          |        |              |              |             |             |        |        |
| Total                    | Total         | Total    | Total  |              | 100          |             | 100         | 29     | 5      |
| Absentions               |               |          |        |              |              |             |             |        |        |
| Inscrits / participation |               |          |        |              |              |             |             |        |        |

### Nœux-les-Mines
- Maire sortant : Serge Marcellak (PS)
- 33 sièges à pourvoir au conseil municipal (population légale 2022 : 11 384 habitants)
- 5 sièges à pourvoir au conseil communautaire (CA de Béthune-Bruay, Artois-Lys Romane)

| Tête de liste | Tête de liste | Parti(s) | Nuance | Premier tour | Premier tour | Second tour | Second tour | Sièges | Sièges |
| Tête de liste | Tête de liste | Parti(s) | Nuance | Voix         | %            | Voix        | %           | CM     | CC     |
| ------------- | ------------- | -------- | ------ | ------------ | ------------ | ----------- | ----------- | ------ | ------ |

### Noyelles-Godault
- Maire sortante : Valérie Biegalski (MoDem)
- 29 sièges à pourvoir au conseil municipal (population légale 2022 : 5 949 habitants)
- 3 sièges à pourvoir au conseil communautaire (CA Hénin-Carvin)

| Tête de liste            | Tête de liste   | Parti(s) | Nuance | Premier tour | Premier tour | Second tour | Second tour | Sièges | Sièges |
| Tête de liste            | Tête de liste   | Parti(s) | Nuance | Voix         | %            | Voix        | %           | CM     | CC     |
| ------------------------ | --------------- | -------- | ------ | ------------ | ------------ | ----------- | ----------- | ------ | ------ |
|                          | Émilie Delannoy | RN       |        |              |              |             |             |        |        |
|                          |                 |          |        |              |              |             |             |        |        |
| Exprimés                 |                 |          |        |              |              |             |             |        |        |
| Votes blancs             |                 |          |        |              |              |             |             |        |        |
| Votes nuls               |                 |          |        |              |              |             |             |        |        |
| Total                    | Total           | Total    | Total  |              | 100          |             | 100         | 29     | 3      |
| Absentions               |                 |          |        |              |              |             |             |        |        |
| Inscrits / participation |                 |          |        |              |              |             |             |        |        |

### Noyelles-sous-Lens
- Maire sortant : Alain Roger (DVG)
- 29 sièges à pourvoir au conseil municipal (population légale 2022 : 6 757 habitants)
- 2 sièges à pourvoir au conseil communautaire (C de Lens-Liévin)

| Tête de liste | Tête de liste | Parti(s) | Nuance | Premier tour | Premier tour | Second tour | Second tour | Sièges | Sièges |
| Tête de liste | Tête de liste | Parti(s) | Nuance | Voix         | %            | Voix        | %           | CM     | CC     |
| ------------- | ------------- | -------- | ------ | ------------ | ------------ | ----------- | ----------- | ------ | ------ |

### Oignies
- Maire sortante : Fabienne Dupuis-Merlevede (PS)
- 33 sièges à pourvoir au conseil municipal (population légale 2022 : 10 260 habitants)
- 5 sièges à pourvoir au conseil communautaire (CA Hénin-Carvin)

| Tête de liste | Tête de liste | Parti(s) | Nuance | Premier tour | Premier tour | Second tour | Second tour | Sièges | Sièges |
| Tête de liste | Tête de liste | Parti(s) | Nuance | Voix         | %            | Voix        | %           | CM     | CC     |
| ------------- | ------------- | -------- | ------ | ------------ | ------------ | ----------- | ----------- | ------ | ------ |

### Outreau
- Maire sortant : Sébastien Chochois (PS)
- 33 sièges à pourvoir au conseil municipal (population légale 2022 : 13 398 habitants)
- 6 sièges à pourvoir au conseil communautaire (CA du Boulonnais)

| Tête de liste | Tête de liste | Parti(s) | Nuance | Premier tour | Premier tour | Second tour | Second tour | Sièges | Sièges |
| Tête de liste | Tête de liste | Parti(s) | Nuance | Voix         | %            | Voix        | %           | CM     | CC     |
| ------------- | ------------- | -------- | ------ | ------------ | ------------ | ----------- | ----------- | ------ | ------ |

### Oye-Plage
- Maire sortant : Olivier Majewicz (DVG)
- 29 sièges à pourvoir au conseil municipal (population légale 2022 : 5 716 habitants)
- 6 sièges à pourvoir au conseil communautaire (CC de la Région d'Audruicq)

| Tête de liste | Tête de liste | Parti(s) | Nuance | Premier tour | Premier tour | Second tour | Second tour | Sièges | Sièges |
| Tête de liste | Tête de liste | Parti(s) | Nuance | Voix         | %            | Voix        | %           | CM     | CC     |
| ------------- | ------------- | -------- | ------ | ------------ | ------------ | ----------- | ----------- | ------ | ------ |

### Le Portel
- Maire sortant : Olivier Barbarin (DVG)
- 29 sièges à pourvoir au conseil municipal (population légale 2022 : 8 824 habitants)
- 3 sièges à pourvoir au conseil communautaire (CA du Boulonnais)

| Tête de liste | Tête de liste | Parti(s) | Nuance | Premier tour | Premier tour | Second tour | Second tour | Sièges | Sièges |
| Tête de liste | Tête de liste | Parti(s) | Nuance | Voix         | %            | Voix        | %           | CM     | CC     |
| ------------- | ------------- | -------- | ------ | ------------ | ------------ | ----------- | ----------- | ------ | ------ |

### Rouvroy
- Maire sortante : Valérie Cuvillier (PCF)
- 29 sièges à pourvoir au conseil municipal (population légale 2022 : 8 675 habitants)
- 4 sièges à pourvoir au conseil communautaire (CA Hénin-Carvin)

| Tête de liste | Tête de liste | Parti(s) | Nuance | Premier tour | Premier tour | Second tour | Second tour | Sièges | Sièges |
| Tête de liste | Tête de liste | Parti(s) | Nuance | Voix         | %            | Voix        | %           | CM     | CC     |
| ------------- | ------------- | -------- | ------ | ------------ | ------------ | ----------- | ----------- | ------ | ------ |

### Sains-en-Gohelle
- Maire sortant : Alain Dubreucq (DVG)
- 29 sièges à pourvoir au conseil municipal (population légale 2022 : 5 972 habitants)
- 2 sièges à pourvoir au conseil communautaire (CA de Lens-Liévin)

| Tête de liste | Tête de liste | Parti(s) | Nuance | Premier tour | Premier tour | Second tour | Second tour | Sièges | Sièges |
| Tête de liste | Tête de liste | Parti(s) | Nuance | Voix         | %            | Voix        | %           | CM     | CC     |
| ------------- | ------------- | -------- | ------ | ------------ | ------------ | ----------- | ----------- | ------ | ------ |

### Saint-Étienne-au-Mont
- Maire sortante : Brigitte Passebosc (PCF)
- 29 sièges à pourvoir au conseil municipal (population légale 2022 : 5 051 habitants)
- 1 siège à pourvoir au conseil communautaire (CA du Boulonnais)

| Tête de liste | Tête de liste | Parti(s) | Nuance | Premier tour | Premier tour | Second tour | Second tour | Sièges | Sièges |
| Tête de liste | Tête de liste | Parti(s) | Nuance | Voix         | %            | Voix        | %           | CM     | CC     |
| ------------- | ------------- | -------- | ------ | ------------ | ------------ | ----------- | ----------- | ------ | ------ |

### Saint-Laurent-Blangy
- Maire sortant : Nicolas Desfachelle (DVG)
- 29 sièges à pourvoir au conseil municipal (population légale 2022 : 6 492 habitants)
- 4 sièges à pourvoir au conseil communautaire (CU d'Arras)

| Tête de liste            | Tête de liste       | Parti(s) | Nuance | Premier tour | Premier tour | Second tour | Second tour | Sièges | Sièges |
| Tête de liste            | Tête de liste       | Parti(s) | Nuance | Voix         | %            | Voix        | %           | CM     | CC     |
| ------------------------ | ------------------- | -------- | ------ | ------------ | ------------ | ----------- | ----------- | ------ | ------ |
|                          | Nicolas Desfachelle | DVG      |        |              |              |             |             |        |        |
|                          |                     |          |        |              |              |             |             |        |        |
| Exprimés                 |                     |          |        |              |              |             |             |        |        |
| Votes blancs             |                     |          |        |              |              |             |             |        |        |
| Votes nuls               |                     |          |        |              |              |             |             |        |        |
| Total                    | Total               | Total    | Total  |              | 100          |             | 100         | 29     | 4      |
| Absentions               |                     |          |        |              |              |             |             |        |        |
| Inscrits / participation |                     |          |        |              |              |             |             |        |        |

### Saint-Martin-Boulogne
- Maire sortant : Raphaël Jules (PS)
- 33 sièges à pourvoir au conseil municipal (population légale 2022 : 11 036 habitants)
- 4 sièges à pourvoir au conseil communautaire (CA du Boulonnais)

| Tête de liste | Tête de liste | Parti(s) | Nuance | Premier tour | Premier tour | Second tour | Second tour | Sièges | Sièges |
| Tête de liste | Tête de liste | Parti(s) | Nuance | Voix         | %            | Voix        | %           | CM     | CC     |
| ------------- | ------------- | -------- | ------ | ------------ | ------------ | ----------- | ----------- | ------ | ------ |

### Saint-Martin-lez-Tatinghem
- Maire sortant : Patrick Tillier (DVG)
- 29 sièges à pourvoir au conseil municipal (population légale 2022 : 5 863 habitants)
- 4 sièges à pourvoir au conseil communautaire (CA du Pays de Saint-Omer)

| Tête de liste | Tête de liste | Parti(s) | Nuance | Premier tour | Premier tour | Second tour | Second tour | Sièges | Sièges |
| Tête de liste | Tête de liste | Parti(s) | Nuance | Voix         | %            | Voix        | %           | CM     | CC     |
| ------------- | ------------- | -------- | ------ | ------------ | ------------ | ----------- | ----------- | ------ | ------ |

### Saint-Omer
- Maire sortant : François Decoster (MoDem)
- 33 sièges à pourvoir au conseil municipal (population légale 2022 : 14 358 habitants)
- 12 sièges à pourvoir au conseil communautaire (CA du Pays de Saint-Omer)

| Tête de liste | Tête de liste | Parti(s) | Nuance | Premier tour | Premier tour | Second tour | Second tour | Sièges | Sièges |
| Tête de liste | Tête de liste | Parti(s) | Nuance | Voix         | %            | Voix        | %           | CM     | CC     |
| ------------- | ------------- | -------- | ------ | ------------ | ------------ | ----------- | ----------- | ------ | ------ |

### Sallaumines
- Maire sortant : Christian Pedowski (PCF)
- 29 sièges à pourvoir au conseil municipal (population légale 2022 : 9 633 habitants)
- 3 sièges à pourvoir au conseil communautaire (CA de Lens-Liévin)

| Tête de liste | Tête de liste | Parti(s) | Nuance | Premier tour | Premier tour | Second tour | Second tour | Sièges | Sièges |
| Tête de liste | Tête de liste | Parti(s) | Nuance | Voix         | %            | Voix        | %           | CM     | CC     |
| ------------- | ------------- | -------- | ------ | ------------ | ------------ | ----------- | ----------- | ------ | ------ |

### Vendin-le-Vieil
- Maire sortant : Ludovic Gambiez (PS)
- 29 sièges à pourvoir au conseil municipal (population légale 2022 : 8 596 habitants)
- 3 sièges à pourvoir au conseil communautaire (CA de Lens-Liévin)

| Tête de liste | Tête de liste | Parti(s) | Nuance | Premier tour | Premier tour | Second tour | Second tour | Sièges | Sièges |
| Tête de liste | Tête de liste | Parti(s) | Nuance | Voix         | %            | Voix        | %           | CM     | CC     |
| ------------- | ------------- | -------- | ------ | ------------ | ------------ | ----------- | ----------- | ------ | ------ |

### Wimereux
- Maire sortant : Jean-Luc Dubaële (DVG)
- 29 sièges à pourvoir au conseil municipal (population légale 2022 : 6 307 habitants)
- 2 sièges à pourvoir au conseil communautaire (CA du Boulonnais)

| Tête de liste | Tête de liste | Parti(s) | Nuance | Premier tour | Premier tour | Second tour | Second tour | Sièges | Sièges |
| Tête de liste | Tête de liste | Parti(s) | Nuance | Voix         | %            | Voix        | %           | CM     | CC     |
| ------------- | ------------- | -------- | ------ | ------------ | ------------ | ----------- | ----------- | ------ | ------ |

### Wingles
- Maire sortant : Sébastien Messent (SE)
- 29 sièges à pourvoir au conseil municipal (population légale 2022 : 8 734 habitants)
- 3 sièges à pourvoir au conseil communautaire (CA de Lens-Liévin)

| Tête de liste | Tête de liste | Parti(s) | Nuance | Premier tour | Premier tour | Second tour | Second tour | Sièges | Sièges |
| Tête de liste | Tête de liste | Parti(s) | Nuance | Voix         | %            | Voix        | %           | CM     | CC     |
| ------------- | ------------- | -------- | ------ | ------------ | ------------ | ----------- | ----------- | ------ | ------ |